# Vergessene Autoren der Moderne
Vergessene Autoren der Moderne ist eine Buchreihe, die zwischen 1983 und 2001 publiziert wurde. Als Herausgeber zeichneten Marcel Beyer, Karl Riha und Franz-Josef Weber von der Universität Siegen verantwortlich. Diese Buchreihe hat als Ganzes die Kennung ISSN 0177-9869. 
1. Daimonides[1]: Bibergeil und andere Texte. 1983.
2. Emmy Ball-Hennings: Frühe Texte. 1985.
3. John Höxter: Gedichte und Prosa. 1985.
4. Emerich Reeck: Gedichte und Prosa. Eine Auswahl. 1984.
5. Gustaf Gründgens: Gedichte und Prosa. 1985.
6. Filippo Tommaso Marinetti: Gedichte und Prosa. 1985.
7. Hans Leybold: Gedichte, Prosa, Glossen. Eine Auswahl. 1985.
8. Ben Hecht: Ein Kind des Jahrhunderts. Im Auszug. 1985.
9. Raoul Hausmann: Briefe an Timm Ulrichs und andere Texte. 1986.
10. Michael Grolin: Märchen und Städte. Gedichte. 1985.[2]
11. Georg Kulka: Aufzeichnung und Lyrik. 1985.
12. Werner Schreib: Gedichte und andere Texte. 1985.
13. Ernst Paul (Hrsg.): 20 Jahre „Café des Westens“. Erinnerungen vom Kurfürstendamm. 1985.
14. Alfred Richard Meyer: Des Herrn Munkepunke Polychromartialisches, anti-erotischrückendes, philopolemineralogisches, altalkohologigantisches geographischeherezadisches, peripathermästhesiometrisches, anthropophilatelistisches, internationasales, kontra-munkepunktiertes Gemisch-Gemasch. 1985.
15. Castor Zwieback[3]: Prosa. 1987.
16. Walter Mehring: Einfach klassisch! Eine Orestie mit glücklichem Ausgang. 1987.
17. Robert Wienes: Alles Geschriebene bisher Quark. Ein Auszug. 1987.
18. Hugo Ball: Simultan-Krippenspiel. 1987.
19. Hermann Ungar: Der Kalif und andere Kurzprosa. Ein Auszug. 1986.
20. Heinrich Schaefer: Prosa und Gedichte. Eine Auswahl. 1986.
21. Friedrich Wilhelm Wagner: Jungfrauen platzen männertoll. Grotesken. 1987.
22. Hans Ehrenbaum-Degele: Das tausendste Regiment und andere Dichtungen. 1986.
23. Felix Noeggerath: Das Fenster. Eigener Bericht des ehemaligen Korvettenkapitäns von Silhouet über seinen Aufenthalt in einer fremden Stadt. 1986.
24. Robert L. Kahn: Tonlose Lieder. 1986.
25. Wolfgang Maier: Gedichte. Eine Auswahl. 1987.
26. Albert Ehrenstein: „Wo ich leben werde, wissen die Götter“. Briefe aus der Zeit des Exils. 1987.
27. Herbert Behrens-Hangeler: Gedichte. Eine Auswahl. 1987.
28. Kurd Laßwitz: Prost. Die Faust-Tragödie (-n)ter Teil. 1987.
29. Paul Gurk: Gedicht 1939–1945. Eine Auswahl. 1987.
30. Johannes Theodor Baargeld: Texte von Zentrodada. 1987.
31. Johannes Baader: Das Oberdada. Die Geschichte einer Bewegung von Zürich bis Zürich. 1987.
32. Melchior Vischer: Unveröffentlichte Briefe und Gedichte. 1988.
33. Hans Reimann u. a.: Dada im Leipziger „Drachen“. 1988.
34. Hans Adler: Affentheater. Gedichte; eine Auswahl. 1988.
35. Rudolf Blümner: Der Stuhl, die Ohrfeige und andere literarische Kasperletheater; Stücke aus dem „Sturm“. 1988.
36. Paul Leppin: Der Gefangen. Gedichte eines alten Mannes. 1988.
37. Richard Oehring: Strassen fliessen steinern in den Tag. Gedichte, Erzählungen, Aufsätze. 1988.
38. Carl Einstein: Kleine Bilderfabrik. Eine Auswahl unbekannter Aufsätze. 1988.
39. Frána Srámek: Trauer, mein Geschwister und andere Texte. Eine Auswahl. 1988.
40. Paolo Buzzi: Hamburg. Ein futuristisches Diptychon und andere Texte; eine Auswahl. 1989.
41. Raoul Schrott: Walter Serner und Dada. Ein Forschungsbericht mit neuen Dokumenten. 1989.
42. Johannes Baader Oberdada: Menschliche Menagerien. 1989.
43. Wilhelm Runge: Die Sonne wintert. Ausgewählte Gedichte. 1990.
44. Pierre Reverdy: Die meiste Zeit. Prosagedichte 1915. 1990.
45. Reinhold Koehler: Regenerativ. 1990.
46. Robert Müller: Im Kampf um den Typus. 1990.
47. Uriel Birnbaum: Ein Wanderer im Weltenraum. Ausgewählte Gedichte. 1990.
48. Camill Hoffmann: Zuflucht. Späte Gedichte und Erzählungen. 1990.
49. Marcellus Schiffer: Kinder der Zeit. Chansons. 1991.
50. Raoul Hausmann: Elektronische Eidophonie und andere Aufsätze. 1991.
51. Max Ernst: Aus unserem Leben an der Penne. 1991.
52. Paul Rosié: Sing Sing Singsang Songs. 1991.
53. Walter Mehring: Berlin. Eine Hörfolge in drei Teilen. 1992.
54. Raoul Hausmann: Briefwechsel mit Eugen Gomringer. 1992.
55. Robert Schneider: Pleite oder Der Sturz von der Hühnerleiter. 1992.
56. Michael Farin (Hrsg.): Otto Flake und Dada. 1918–1921. 1993.
57. Michel Seuphor: Taggeknatter. Gedichte 1922–1925. 1993.
58. Johannes Baader: Weltgericht Nürnberg. 1993.
59. Emil Szittya:  Ein Spaziergang mit manchmal Unnützigem. Prosa 1916/20. 1994.
60. Hans Janowitz: Asphaltballaden. 1994.[4]
61. Ernst Toller: Bilder aus der großen französischen Revolution. Historische Folge in 15 Bildern. 1994.
62. Paul Hatvani: Die Ameisen. 1994.
63. Hendrik Nicolaas Werkman: Travailleur & Cie. Texte 1923–1944. 1995.
64. Johannes Baader: „Ich segne die Hölle!“ Gedichte 1915–1933. 1995.
65. Georges Ribemont-Dessaignes: Der Kaiser von China, Teil 1. 1995.
66. Georges Ribemont-Dessaignes: Der Kaiser von China, Teil 2. 1995.
67. Werner Herbst: Albert Ehrenstein. Eine Collage. 1996.
68. Lotte Pirker: Das geraubte Ich und andere Grotesken. 1997.
69. Jakob Haringer: Leichenhaus der Literatur. 1997.
70. Gerhard Jaschke: Niemand hat nichts geträumt. Eine traumhafte Begegnung mit Raoul Hausmann. 1996.
71. Georg Baumgarten: Prosa, Lyrik, Drama. Erstdrucke aus dem Nachlaß. 1997.
72. Hans-Jürgen Hereth (Hrsg.): Dada-Parodien. 1998.
73. Frank Warschauer: Asphaltgesicht. Gedichte 1923–1924. 2000.